# Männlichen

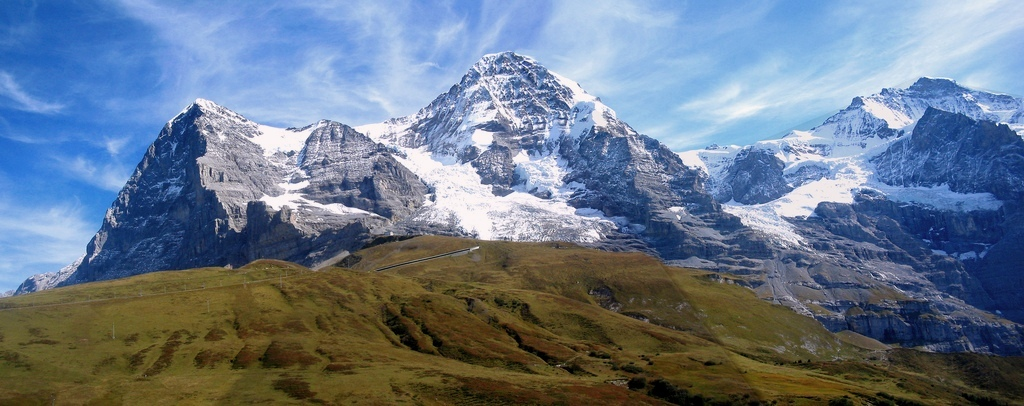
Männlichen op voorgrond in de zomer

De Männlichen is een berg bij het skigebied Wengen. Het ligt 2343 meter hoog.
Vanuit Wengen gaat er een kabelbaan naar Männlichen. De kabelbaan begint op 1274 meter en eindigt op 2230 meter, hij stijgt dus bijna 1000 meter. 
Vanuit Männlichen heb je goed zicht op het bergentrio de Eiger, de Mönch en de Jungfrau.
Vanuit Männlichen kan je naar Kleine Scheidegg skiën en terug. Samen hebben al deze pistes een lengte van meer dan 100 kilometer. 
Tevens is de cabinebaan van Grindelwald naar Männlichen bij opening de langste kabinebaan van de wereld. 
Deze cabinebaan is in 2008 in Nederland in de media gekomen, omdat ze voor elke goal die door Nederland op het Europees kampioenschap voetbal werd gescoord, een normaal bakje van de cabinebaan haalden en in plaats daarvoor een oranje bakje met de naam van degene die het goal heeft gemaakt erop hingen.
Ook is het skigebied rond Männlichen bekend om de jaarlijkse Lauberhornrennen in dit gebied.
Er zijn plannen de Männlichen kabelbaan te vervangen door een baan in V-vorm, die ook Kleine Scheidegg, c.q. station Eigergletscher, zal aandoen. De bouwaanvraag hiervoor zal worden ingediend in 2013. In 2016 dient de nieuwe baan operationeel te zijn. Eerdere plannen voor het vervangen van de kabelbaan in een Y-vorm, waarbij halverwege pas de aftakking plaatsvindt richting Kleine Scheidegg/Eigergletscher, zijn in 2011 gestrand om milieubelastende redenen, maar vooral door verzet van grondeigenaren.